# Zachariwka (rejon nowoukraiński)
Zachariwka (ukr. Захарівка) – wieś na Ukrainie, w obwodzie kirowohradzkim, w rejonie nowoukraińskim. W 2001 liczyła 817 mieszkańców, spośród których 774 wskazało jako ojczysty język ukraiński, 20 rosyjski, 19 mołdawski, 1 rumuński, 2 białoruski, a 1 inny. W 2023 liczyła 610 mieszkańców.